# Аубакиров, Оспахан
Оспанхан Аубакиров (4 мая 1934, аул Каракыстак Карастекского района Алматинской области — 14 апреля 1986, Алма-Ата) — казахский писатель, переводчик.

## Биография
Окончил Алматинскую государственную консерваторию (1954). В 1958—1976 годах работал в Казахской филармонии и журнале «Ара — Шмель».
Выпустил сборники сатирических рассказов и стихов «Жасыратын не бар?» (1963), «Сыйлық», «Ұзын сөздің қысқасы» (1967), «Өзіміз білеміз» (1984). Аубакиров — автор комедий «Чемпион Кожанасыр», «Бетон адам», «Милау сиыр». Перевел на казахский язык произведение А.Несина «Письма с того света» (1965), Б. Нушича «Автобиография» (1968) и другие.